# Yenikapı

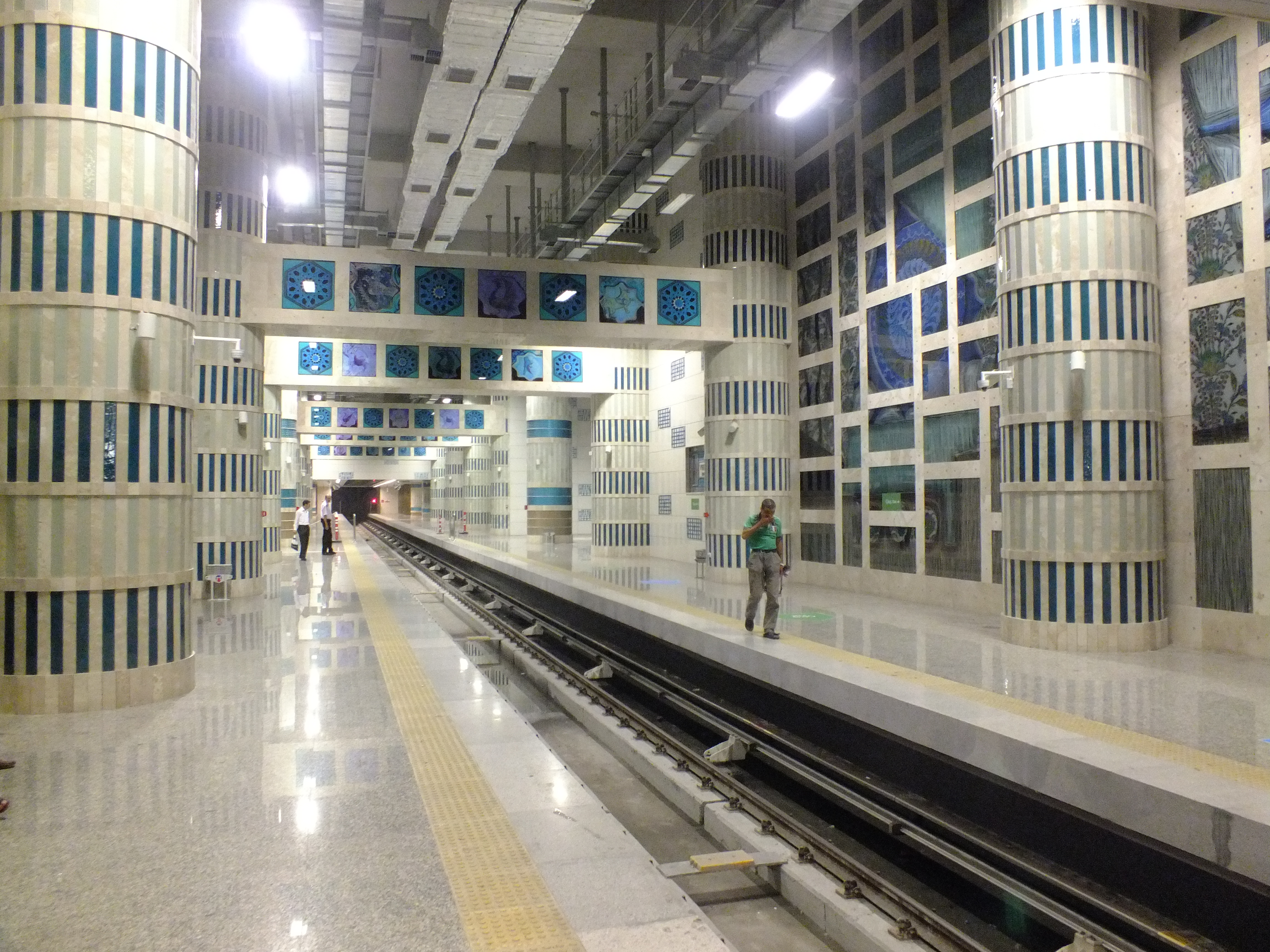
Linia centrală a platformei M2 din stația Yenikapı.

Yenikapı (pronunție în turcă ['jenikapɯ]) este un port și un cartier din Istanbul, Turcia, aflat în districtul metropolitan Fatih de pe latura europeană a Bosforului și de-a lungul țărmului sudic al peninsulei istorice centrale a orașului.
Yenikapı se remarcă prin săpăturile în curs de desfășurare în portul său bizantin, descoperit pentru prima dată în 2004. Investigațiile arheologice din Yenikapı au devenit una dintre cele mai mari din Europa, datorită dimensiunii și numărului de nave naufragiate găsite de la descoperirea inițială și a numărului mare de artefacte asociate. Portul comercial, numit Portul lui Teodosiu, care a fost folosit între secolele al V-lea și al X-lea, a fost o alternativă la danele tradiționale din Constantinopol situate de-a lungul intrării în Cornul de Aur.
Piața Yenikapı este o bucată de pământ creată artificial pe Marea Marmara, care mărește astfel suprafața cartierului Yenikapı. Este folosită pentru adunări mari, în special mitinguri politice pro-Erdoğan  și evenimente precum Festivalul Cultural de Etnosport.

## Transport
Centrul de Transfer Yenikapı este, de asemenea, locul unui terminal subteran  de tranzit rapid în masă, a cărui construcție a fost întârziată de săpăturile masive necesare proiectului. Noul terminal Yenikapı oferă schimburi între linia de metrou Hafif (M1) și linia M2 - ambele constituind parte a rețelei de metrou din Istanbul - și noua legătură feroviară Marmaray care leagă laturile anatoliene și europene ale orașului printr-un nou tunel pe sub Bosfor.
Yenikapı este, de asemenea, o stație pe linia de cale ferată metropolitană İstanbul-Halkalı.

## Arheologie
În timpul săpăturilor arheologice de pe șantierul Yenikapı Marmaray, s-a descoperit că istoria Istanbulului este mult mai veche decât s-a crezut anterior, de aproximativ 8.500 de ani.
Au fost descoperite schelete vechi de 8.000 de ani și, odată ce săpăturile au continuat, au fost descoperite alte morminte. Mormintele dezvăluie că în zona Istanbulului a fost o așezare timpurie în epoca de piatră. Schelete au fost găsite în patru morminte preistorice.
În afară de schelete, săpăturile au dezvăluit 34 de nave scufundate datând din secolele al VII-lea și al XI-lea. Navele scufundate au fost conservate la Universitatea din Istanbul și la Institutul de Arheologie Nautică din Bodrum.
Au fost descoperite și rămășitele unor ziduri în timpul săpăturilor. Acestea sunt considerate a fi primele ziduri ale orașului Constantinopol, ridicate când orașul a fost fondat ca Bizanț.
Aproximativ 500 de piese preluate din moaștele dezgropate în timpul săpăturilor de la Marmaray au fost expuse la Muzeul de Arheologie din Istanbul.
Pentru a oferi un design urban și arhitectural adecvat sitului arheologic, în 2012 a fost organizat un concurs internațional de proiectare. În cele din urmă, proiectul lui Peter Eisenman și Aytac Architects a fost selectat pentru a fi realizat. Proiectul prevede, de asemenea, realizarea unui parc arheologic și a unui mare muzeu arheologic.
În anul 2020, arheologii au descoperit rămășițe și schelete de animale, inclusiv pisici, datând din perioada bizantină.

## Resurse
- „La Turquie s'intéresse à son archéologie” (în franceză). La Croix. 4 ianuarie 2008.
- „A never-ending story of Istanbul's 8,500-year history”. Hurriyet. 1 februarie 2009. Arhivat din original la 16 decembrie 2019. Accesat în 4 aprilie 2021.